# Amorphophallus declinatus
Amorphophallus declinatus är en kallaväxtart som beskrevs av Wilbert Leonard Anna Hetterscheid. Amorphophallus declinatus ingår i släktet Amorphophallus och familjen kallaväxter. Inga underarter finns listade.